# Atletica leggera all'XI Universiade

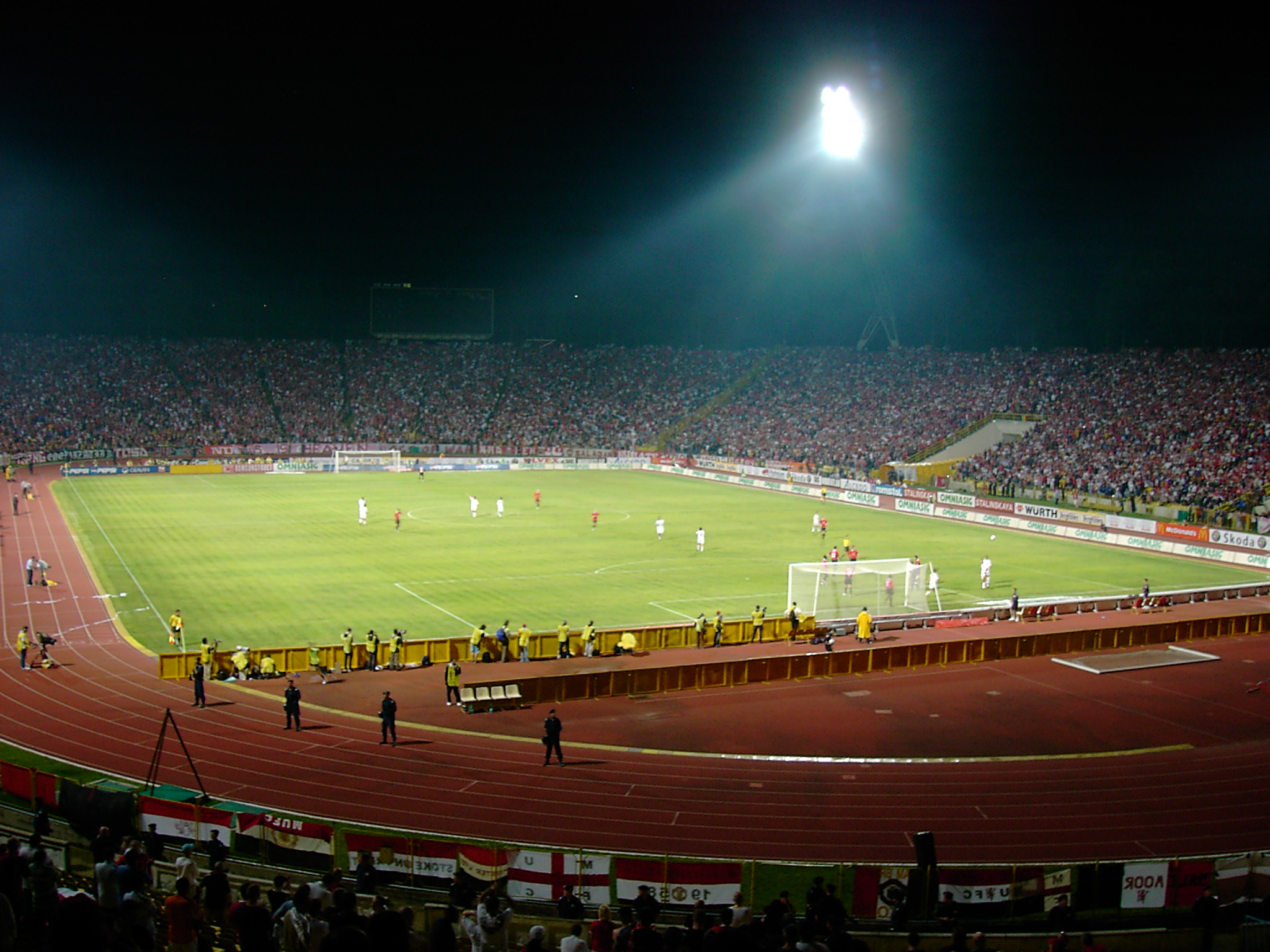
Stadio Bucarest

Le gare di atletica leggera alla XI Universiade si sono tenute allo Stadionul Național di Bucarest dal 21 al 26 luglio 1981.

## Risultati

### Uomini
| Specialità | Oro | Prestazione | Argento                                                                                 | Prestazione | Bronzo                                                                                  | Prestazione |
| 100 metri | Mel Lattany                                                                                            | 10"18       | Calvin Smith                                                                            | 10"26       | Ernest Obeng                                                                            | 10"37       |
| 200 metri | Yuriy Naumenko                                                                                         | 20"79       | István Nagy                                                                             | 20"83       | Georges Kablan Degnan                                                                   | 20"97       |
| 400 metri | Cliff Wiley                                                                                            | 45"18       | Walter McCoy                                                                            | 45"33       | Gerson de Souza                                                                         | 45"91       |
| 800 metri | Andreas Hauck                                                                                          | 1'50"12     | Sotirios Moutsanas                                                                      | 1'50"20     | Pavel Troshchilo                                                                        | 1'50"26     |
| 1 500 metri | Saïd Aouita                                                                                            | 3'38"43     | Vinko Pokrajcic                                                                         | 3'39"83     | Amar Brahmia                                                                            | 3'39"85     |
| 5 000 metri | Doug Padilla                                                                                           | 13'49"95    | Jozef Lencéš                                                                            | 13'50"34    | Frank Zimmermann                                                                        | 13'50"84    |
| 10 000 metri | Toomas Turb                                                                                            | 29'42"83    | Gyorgi Marko                                                                            | 29'51"13    | Dave Murphy                                                                             | 29'51"27    |
| Maratona | Ivan Kovalchuk                                                                                         | 2'22'14     | Herbert Wills                                                                           | 2'23'22     | Gheorghe Buruiana                                                                       | 2'24'45     |
| 110 metri ostacoli | Larry Cowling                                                                                          | 13"65       | Pal Palffy                                                                              | 13"73       | Georgiy Shabanov                                                                        | 13"82       |
| 400 metri ostacoli | David Lee                                                                                              | 49"05       | Dmitriy Shkarupin                                                                       | 49"52       | Antônio Dias Ferreira                                                                   | 50"04       |
| 3 000 metri siepi | John Gregorek                                                                                          | 8'21"26     | Tommy Ekblom                                                                            | 8'21"93     | Mariano Scartezzini                                                                     | 8'28"03     |
| 4×100 metri | Stati Uniti Mel Lattany Anthony Ketchum Jason Grimes Calvin Smith                                      | 38"70       | Unione Sovietica Andrey Shlyapnikov Nikolay Sidorov Aleksandr Aksinin Vladimir Muravyov | 38"94       | Francia Philippe Le Joncour Stéphane Adam Gabriel Brothier Aldo Canti                   | 39"50       |
| 4×400 metri | Unione Sovietica Aleksandr Zolotaryev Vitaliy Fedotov Viktor Burakov Viktor Markin Aleksandr Kurochkin | 3'02"75     | Stati Uniti David Lee Anthony Ketchum David Patrick Walter McCoy                        | 3'03"01     | Brasile Katsuhiko Nakaya Paulo Roberto Correia Gérson de Souza António Euzebio Ferreira | 3'06"79     |
| Marcia 20 km | Maurizio Damilano                                                                                      | 1'26'47     | Carlo Mattioli                                                                          | 1'28'10     | Liodor Pescaru                                                                          | 1'28'56     |
| Salto in alto | Leo Williams                                                                                           | 2,25 m      | Zhu Jianhua                                                                             | 2,25 m      | Gerd Nagel                                                                              | 2,25 m      |
| Salto con l'asta | Konstantin Volkov                                                                                      | 5,75 m      | Vladimir Polyakov                                                                       | 5,70 m      | Philippe Houvion                                                                        | 5,65 m      |
| Salto in lungo | László Szalma                                                                                          | 8,23 m (w)  | Liu Yuhuang                                                                             | 8,11 m      | Ubaldo Duany                                                                            | 8,10 m      |
| Salto triplo | Zou Zhenxian                                                                                           | 17,32 m     | Béla Bakosi                                                                             | 16,97 m     | Keith Connor                                                                            | 16,88 m     |
| Getto del peso | Mike Carter                                                                                            | 20,19 m     | Detlef Mortag                                                                           | 19,35 m     | Dalibor Vašícek                                                                         | 19,20 m     |
| Lancio del disco | Armin Lemme                                                                                            | 65,90 m     | Wolfgang Warnemünde                                                                     | 63,54 m     | Ion Zamfirache                                                                          | 63,40 m     |
| Lancio del martello | Klaus Ploghaus                                                                                         | 77,74 m     | Jüri Tamm                                                                               | 76,54 m     | Igor Nikulin                                                                            | 75,24 m     |
| Lancio del giavellotto | Dainis Kula                                                                                            | 89,52 m     | Gerald Weiß                                                                             | 87,80 m     | Heino Puuste                                                                            | 87,22 m     |
| Decathlon | Aleksandr Shablenko                                                                                    | 8055        | Sergey Zhelanov                                                                         | 8013        | Georg Werthner                                                                          | 7825        |
| record mondiale; record mondiale stagionale; record africano; record asiatico; record europeo; record nord-centroamericano e caraibico; record sudamericano; record oceaniano; record delle Universiadi; record nazionale; record personale; record personale stagionale. | |             |                                                                                         |             |                                                                                         |             |

### Donne
| Specialità | Oro                                                                              | Prestazione | Argento                                                                  | Prestazione | Bronzo                                                                     | Prestazione |
| 100 metri | Bev Goddard                                                                      | 11"35       | Olga Zolotaryova                                                         | 11"51       | Ol'ga Nasonova                                                             | 11"54       |
| 200 metri | Kathy Smallwood                                                                  | 22"78       | Marisa Masullo                                                           | 23"36       | Irina Nazarova                                                             | 23"45       |
| 400 metri | Irina Baskakova                                                                  | 51"45       | Nadezhda Lyalina                                                         | 51"56       | Sophie Malbranque                                                          | 52"52       |
| 800 metri | Doina Melinte                                                                    | 1'57"81     | Gabriella Dorio                                                          | 1'58"99     | Tudorita Morutan                                                           | 1'59"30     |
| 1 500 metri | Gabriella Dorio                                                                  | 4'05"35     | Doina Melinte                                                            | 4'05"74     | Olga Dvirna                                                                | 4'06"39     |
| 3 000 metri | Breda Pergar                                                                     | 8'53"78     | Valentina Ilyinykh                                                       | 8'54"23     | Maria Radu                                                                 | 8'58"58     |
| 100 metri ostacoli | Stephanie Hightower                                                              | 13"03       | Mariya Kemenchezhiy                                                      | 13"13       | Elzbieta Rabsztyn                                                          | 13"31       |
| 400 metri ostacoli | Anna Kastyetskaya                                                                | 55"52       | Birgit Sonntag                                                           | 55"90       | Tatyana Zubova                                                             | 57"07       |
| 4×100 metri | Stati Uniti Michelle Glover Carol Lewis Jackie Washington Benita Fitzgerald      | 43"66       | Regno Unito Yvette Wray Kathy Smallwood Sue Hearnshaw Beverley Goddard   | 43"86       | Italia Antonella Capriotti Carla Mercurio Patrizia Lombardo Marisa Masullo | 44"43       |
| 4×400 metri | Unione Sovietica Ana Ambraziene Irina Baskakova Natalya Alyoshina Irina Nazarova | 3'26"65     | Stati Uniti Kelia Bolton Leann Warren Robin Campbell Delisa Walton-Floyd | 3'29"50     | Romania Steluța Vintila Stela Manea Ibolya Korodi Elena Tarîta             | 3'30"47     |
| Salto in alto | Sara Simeoni                                                                     | 1,96 m      | Lyudmila Andonova                                                        | 1,94 m      | Tamara Bykova                                                              | 1,94 m      |
| Salto in lungo | Tatyana Kolpakova                                                                | 6,83 m      | Anisoara Cusmir                                                          | 6,77 m      | Valy Ionescu                                                               | 6,61 m      |
| Getto del peso | Helma Knorscheidt                                                                | 20,24 m     | Ines Müller                                                              | 19,66 m     | Lyudmila Savina                                                            | 18,50 m     |
| Lancio del disco | Florenta Craciunescu                                                             | 67,48 m     | Petra Sziegaud                                                           | 64,14 m     | Mariana Ionescu                                                            | 61,84 m     |
| Lancio del giavellotto | Petra Felke                                                                      | 65,20 m     | Karin Smith                                                              | 64,12 m     | Mayra Vila                                                                 | 63,88 m     |
| Eptathlon | Malgorzata Guzowska                                                              | 6198        | Nadezhda Vinogradova                                                     | 6133        | Corina Tifrea                                                              | 6033        |
| record mondiale; record mondiale stagionale; record africano; record asiatico; record europeo; record nord-centroamericano e caraibico; record sudamericano; record oceaniano; record delle Universiadi; record nazionale; record personale; record personale stagionale. |                                                                                  |             |                                                                          |             |                                                                            |             |

## Medagliere
| #      | Nazione          | Oro | Argento | Bronzo | Totale |
| ------ | ---------------- | --- | ------- | ------ | ------ |
| 1      | Unione Sovietica | 11  | 10      | 11     | 32     |
| 2      | Stati Uniti      | 11  | 6       | 0      | 17     |
| 3      | Germania Est     | 4   | 5       | 0      | 9      |
| 4      | Italia           | 3   | 3       | 2      | 8      |
| 5      | Romania          | 2   | 4       | 9      | 15     |
| 6      | Regno Unito      | 2   | 1       | 2      | 5      |
| 7      | Cina             | 1   | 2       | 0      | 3      |
| 7      | Ungheria         | 1   | 2       | 0      | 3      |
| 7      | Jugoslavia       | 1   | 2       | 0      | 3      |
| 10     | Germania Ovest   | 1   | 0       | 2      | 3      |
| 11     | Polonia          | 1   | 0       | 1      | 2      |
| 12     | Marocco          | 1   | 0       | 0      | 1      |
| 13     | Bulgaria         | 0   | 1       | 0      | 1      |
| 13     | Cecoslovacchia   | 0   | 1       | 0      | 1      |
| 13     | Finlandia        | 0   | 1       | 0      | 1      |
| 13     | Grecia           | 0   | 1       | 0      | 1      |
| 17     | Brasile          | 0   | 0       | 3      | 3      |
| 17     | Francia          | 0   | 0       | 3      | 3      |
| 19     | Cuba             | 0   | 0       | 2      | 2      |
| 20     | Algeria          | 0   | 0       | 1      | 1      |
| 20     | Austria          | 0   | 0       | 1      | 1      |
| 20     | Costa d'Avorio   | 0   | 0       | 1      | 1      |
| 20     | Ghana            | 0   | 0       | 1      | 1      |
| Totale | Totale           | 39  | 39      | 39     | 117    |